# Clovis, New Mexico
Clovis (în română Trifoi)  este o localitate și sediul comitatului Curry, statul New Mexico din Statele Unite ale Americii.